# Djungelseglare
Djungelseglare (Telacanthura melanopygia) är en fågel i familjen seglare.

## Utbredning och systematik
Fågeln förekommer från Sierra Leone till södra Ghana, Gabon, nordöstra Demokratiska republiken Kongo och nordöstra Angola. Den behandlas som monotypisk, det vill säga att den inte delas in i några underarter.

## Status
IUCN kategoriserar arten som livskraftig.